# 明石家さんま
明石家 さんま（あかしや さんま、1955年〈昭和30年〉7月1日 - ）は、日本のお笑いタレント、司会者、俳優、演出家。本名、杉本 高文（すぎもと たかふみ）。番組企画や構成などでは、本名名義でクレジットされることがある。
和歌山県東牟婁郡古座町（現：串本町）出生、奈良県奈良市出身。吉本興業所属。
落語家を志して2代目笑福亭松之助の弟子となり、高座名・笑福亭さんまとしてデビューするが、師匠の推薦でタレントに転向し、屋号を明石家に変更。その後は1970年代後半から芸能界の第一線で活躍を続けている国民的お笑いスターの1人であり、ビートたけし・タモリと並び日本の「お笑いBIG3」と称される。
また、テレビ誕生以来、そのオールタイムにて、最も長く第一線で活躍しているタレントでもある。

## 来歴

### 生い立ち
1955年7月1日、和歌山県東牟婁郡串本町で水産加工業を営む家系の次男として生まれる。
3歳の時に母が病死。同年に奈良県奈良市に転居し、実家は1階が工場、2階が自宅という、自宅兼工場になった。

### 小学校
出身小学校である奈良市立鼓阪小学校には、小学生当時に捕まえたムササビが展示されている。また、当時は「ムササビを捕まえた少年」として話題になった。
高学年の時、父が再婚。継母には連れ子がおり、歳の離れた弟ができたと、さんまは喜んだ。しかし新しい母には遠慮もあり、新しい親子の間には大きな溝があった。母が隣の部屋で酒を飲みながら「うちの子はこの子（弟）だけや……」と言うのが壁伝いに聞こえて兄と二人で二段ベッドで泣いていた。

### 中学・高校
教師の薦めで私立東大寺学園中学校を受験したが不合格となり、その後奈良市立三笠中学校に進学した。奈良県中学生相撲大会で2位になったことがある。中学時代は同級生2人と「アーアーズ」といういたずらグループを結成し、遊びに興じていたという。また植木等のモノマネをしていた。
奈良商業高校時代もクラブ活動はサッカー部に所属したものの、決して真面目な生徒ではなく何度も別のクラスの授業を悪戯で妨害するなどで学校中の人気者となり、さんま自身も「自分の頂点は17歳」と公言している。
当然、教師からは目の敵にされ、高校3年の運動会で徒競走で逆走した際に、それに怒った教師にPTAなどの前で追い掛け回されたりするなどのエピソードがある。またクラスメイトの前で桂三枝の落語のコピーや自身の新作漫談もよく披露し、ある英語教師も授業を時々中断してはそれを黙認していた。そしてその才能に驚いた教師に「杉本、おまえ、吉本入れ」と言われ、徐々に芸能界に興味を持つようになった。
奈良商業高校時代は授業を抜け出してパチンコに興じ、得た収入を仲間に分配していた。

### 弟子入り

笑福亭一門の定紋である五枚笹。

1974年2月、高校3年の時に笑福亭松之助に弟子入り。入門の動機は、花月劇場で見た松之助の新作落語が面白かったからだという。初めて顔を合わせた際、松之助に「なぜ僕を選んだのか」と入門の理由を問われたさんまは「センスがよろしいから」と、素直な気持ちを伝えたつもりであったが、これに対し松之助は「そら、おおきに」と返答。この日すぐ松之助はさんまを自身の仕事先であるラジオ局に連れて行った。
高校卒業後の3月に正式に内弟子修行を開始。入門生活は丸刈りにされること以外はあまり厳しくなく、放任主義であった。高座名は「笑福亭さんま」が与えられた。
しかし半年もしないうちに内弟子修行を放り出して、当時交際していた女性と共に上京し、東京で一旗揚げようと試みる（いわゆる「さんま駆け落ち事件」）。しかし、東京での生活はうまくいかなかった。
その後、さんまが一時帰阪した際、松之助から借りていた本を返すという口実で、松之助宅を訪ねたが、松之助はさんまを一切叱ることなく、明るい声でさんまを激励した。このときは正式な弟子復帰に至らなかったが、松之助は「さんまが帰ってくるから、よろしゅう頼むわなぁ」と上方落語界や吉本興業への根回しをしていたという、
その直後に、さんまと交際していた女性が別の男性と結婚し、さんまは内弟子修行に戻ることを決意して、なんば花月の松之助の楽屋を訪ねた際、松之助は「何もいうな、ついてこい!」と、師弟で初めて食事に行ったラーメン店にさんまを連れ出した。その後、笑福亭のままでは反発があると、松之助の計らいでそれまで亭号を名乗っていた笑福亭ではなく「明石家さんま」として再出発した。

### 関西ローカル時代
1976年1月15日放送の『11PM（大阪イレブン）』にて生放送された、20歳を迎える上方落語家をスタジオに集めてトークする企画「20歳の性熟度ピンクテスト」に出演。松之助は着物ではなく「赤いブレザーを着ていけ」と指示し、出演者の多くが着物姿の中、指示に従って営業用の赤いブレザーを着用して放送に臨み、よく喋ったさんまは目立った存在であったという。これがさんまのテレビデビューであった。
弟子になってから2年が経ち、通い弟子を卒業したさんまであるが、テレビの出演オファーは全く無く、不定期の花月劇場の出番と落語会の出番の他、同期の島田紳助とイベント司会などの営業活動を行なっていたのみで、ほぼ毎日のように森啓二などの先輩芸人とプラプラしてるだけであったという。ある日、『スタジオ2時』の企画「若手漫才選手権」に兄弟子の明石家小禄と漫才コンビとして出場を打診され、他に仕事もなく、松之助の助言もあり出場。小禄との漫才では、巨人の1番柴田から8番河埜までの選手の形態模写を順番に披露し、最後に巨人のエース小林繁の投球フォームを披露するネタが客にウケ、徐々に人気が高まった。
その事もあり1976年の大晦日に『小川宏ショー』に出演。前述の形態模写で同年に活躍したスポーツ選手ネタであったが、これが東京での初仕事となった。翌1977年2月からうめだ花月に漫才コンビとして出るようになり、吉本興業から「アトム・スリム」として正式にデビューを打診されるが、さんまはピンで売れたい気持ちが強く拒否し事実上のコンビ解消となった。同時期に島田紳助からも漫才コンビを組む事を打診されるが拒否し、代わりに松本竜介を紳助に紹介し「紳助・竜介」結成に大きな役割を果たしている。
1977年10月にはB&B、のりお・よしお、ザ・ぼんちらとのコントユニット「ビールス7」を結成し、花月の舞台に定期的に出演していた。それらの活動が桂三枝の目に留まり、彼が司会する人気番組『ヤングおー!おー!』に抜擢。三枝の愛称「サニー」にあやかって「チャッピー」と愛称を付けられ、三枝の愛と厳しさに育まれながら、次第に頭角をあらわし、林家小染・月亭八方・桂きん枝・桂文珍の番組内ユニット「ザ・パンダ」を改編して、さんまを加入させた「サニーズ・オオサカスペシャル（S.O.S）」を立ち上げ、諸先輩を差し置いて1コーナーを任されるまでになる。
その流れで1978年10月には『MBSヤングタウン』の桂三枝のアシスタントに抜擢。さらに同じ頃にプロ野球において「空白の一日」事件が起こり、巨人の小林繁が阪神に移籍すると、前述の小林の形態模写が再び脚光を浴びて、同形態模写をモチーフにしたレコードを出し、大ヒットするなど関西を中心にアイドル的な人気となる。

### テレビ界のスターに
1978年のフジテレビ正月特番『はつもうで、三枝の爆笑ヒットパレード』に出演。その番組のスタッフであった横澤彪や三宅恵介との出会いから『スター千一夜』をはじめ、その後も両者が担当するフジテレビの多くの番組に重用される事になる。1979年10月にはニッポン放送で『明石家さんまのオールナイトニッポン』などレギュラーをもつなど徐々に東京にも進出しはじめ、1980年代に入ると、ピン芸人にもかかわらず漫才ブームに乗っかって『THE MANZAI』等に出演していた。
1980年に吉本興業が東京に本格的に進出するために東京連絡所を設立、漫才ブームが徐々に失速する中、さんまと紳竜が先頭に立って東京での仕事を増やし始めて、『笑ってる場合ですよ』、『オレたちひょうきん族』に主要レギュラーとして出演、さらに同年放送開始の『さんまのサタデーナイトショー』（テレビ東京）で、冠番組を獲得している。1983年12月に『のんき君』でドラマ初主演を果たすなど、当時は下に見られていた東京での大阪芸人としての地位を築くとともに、大阪中心から東京中心に活躍の場を移した。しかしこの時期に仕事の量と給料が全く釣り合わず、密かに吉本を辞める決心をしていたが、東京支社長の木村政雄から吉本の看板でいて欲しいと言われ、思いとどまったという。
吉本興業が東京に本格進出した当時、吉本はホテルニュージャパンを定宿としていた。1981年頃さんまは「ホテルニュージャパンは廊下が霞がかっていたり、部屋の空気の回り方や音が気持ち悪く、寝つきが悪い」ことを理由とし、吉本に対して「追加料金を出すから宿を代えてくれ」と頼み込んだ。これを機に吉本は東京における定宿をホテルニュージャパンから他のホテルに変更した。
1984年4月からは『笑ってる場合ですよ!』後番組の『笑っていいとも!』で金曜日レギュラーとして出演。特にさんまが「10分でいいからタモリさんと雑談するだけのコーナーをしたい」とプロデューサーに頼み込み、結果として10年以上続く人気コーナーとなった。これがきっかけで1985年6月、第1回東京国際映画祭において、タモリと共に総合司会を務める。しかしその司会ぶりが「ふざけた司会者」・「ソフィー・マルソーに知っとるケと言う始末」と新聞紙面上で非難される。2回目以降も総合司会を任される予定であったが、結局1回限りで降板になった。

### 命拾い
この時期は多忙を極め、大阪と東京を週に何往復もしていて、月曜日には『MBSヤングタウン』出演のため、伊丹行きの日本航空123便にも搭乗していたが、1985年7月より『さんまの駐在さん』の収録が火曜日から月曜日になったことから移動日が日曜日となり、1985年8月12日（月曜日）に発生した日本航空123便墜落事故を免れた。同日放送の「ヤングタウン」では、「いつも使ってる便やから…」とショックを隠せず、この経験を機に東京・大阪間の移動など新幹線で行ける場所へは飛行機ではなく新幹線を利用するようになった。また、この経験から生まれたさんまの座右の銘が「生きてるだけで丸儲け」であり、娘IMALUの名前の由来になっている。また、笑顔のまんまの歌詞にもこの言葉が使われている。
1986年7月よりテレビドラマ『男女7人夏物語』、1987年10月よりその続編である『男女7人秋物語』に主演し、いずれも最高視聴率が30%を越えるなど名実ともに国民的スターとなる。同番組で大竹しのぶと親しくなる。
1987年4月、ナムコがファミリーコンピュータ用ソフト『さんまの名探偵』を発売し、人気を博す。しかし吉本興業が本人の許可を取らずにメーカーに制作・発売を許可したため、事実を知ったのは発売後であった。
同年7月18日 - 7月19日にかけて生放送された『第1回FNS27時間テレビ・FNSスーパースペシャル 一億人のテレビ夢列島』の総合司会をタモリと共に担当。深夜のコーナーでフライデー事件で謹慎していたビートたけしが登場。これをきっかけにして、タモリ・たけし・さんまで、正月にゴルフ番組をしようとする企画が生まれ、その番組のタイトルが「BIG3」となり、結果的にこの3人がBIG3とよばれるようになった。翌1988年は司会を辞退したが、1989年にも『FNSスーパースペシャル 一億人のテレビ夢列島'89』の総合司会を再びタモリと共に担当した。

### 大竹しのぶとの結婚・離婚
1988年10月、『男女7人秋物語』の出演以降も交際が続いていた女優の大竹しのぶと結婚、翌1989年に娘のIMALUが誕生した。
1989年10月で『ひょうきん族』が放送終了すると同時に、しばらくは育児に専念するため仕事を控えるようになり、全国ネットのレギュラー番組も『笑っていいとも』、『さんまのまんま』、『あっぱれさんま大先生』のみとなり、ゴールデン帯のレギュラー番組が一時期なくなっていた。また1991年にはOVA『リリが見たやさしい虹』を原案および声優（ジョー役）として参加（リリ役は大竹）。また絵本としてもさんま名義で出版（ストーリーは脚本家の君塚良一）するなど、家庭的なイメージを見せていたが、しかしそれにより5年連続して1位であったNHKの『好きなタレント調査』で15位にまで急落するなど、一時的に人気に陰りが見えていた(日本テレビ調査の「好きなタレント・歌手」でも85年から5年連続1位であったが90年には2位と陥落している)。後に、この時期に芸能界の仕事を辞めようとしていたことを明かしている。
1992年9月、大竹と離婚。バブル崩壊も相まって、しばらくは8億5千万円の豪邸が中々売却できずに、「同情するなら家買って」など自虐ネタなどもギャグにしていた。結局数年後3億円まで落として売却されたため、5億円の借金が残った。そのため1992年4月から、『さんまのからくりTV（1996年4月から『さんまのSUPERからくりTV』）』、1993年4月から『さんまのナンでもダービー』、1994年4月からは『恋のから騒ぎ』がそれぞれ放送開始するなど仕事の量も増やし、前述の好感度調査も1995年には1位(6年ぶり)(96年には2位)になり、1998年以降は再び連続して1位になっている。
番組スタッフとの確執がきっかけで、1995年9月を以て金曜レギュラーとして11年半出演した『笑っていいとも!』を降板した。
男女7人秋物語出演以降は、主演としてのドラマ出演も控えていたが、『恋も2度目なら』（1995年1月〜3月、日本テレビ）、『その気になるまで』（1996年4月〜6月、TBS）、『恋のバカンス』（1997年1月〜3月、日本テレビ）、『世界で一番パパが好き』（1998年7月〜9月、フジテレビ）、『甘い生活。』（1999年7月〜9月、日本テレビ）など離婚後は年に一回のペースで主演を務めていた。その他では1996年1月10日にはフジテレビの田村正和主演の『古畑任三郎』シーズン2の初回スペシャルにゲスト出演し、やり手の弁護士を演じる。第1シーズンは平均視聴率は10%台半ばであったが、この放送で視聴率25%をたたき出し古畑を人気シリーズへと高める役割を果たした。

### 大御所芸人として
90年代までは『いいとも』金曜日の雑談コーナーや『車庫入れ事件』に代表されるように、BIG3の立ち位置でもビートたけしとタモリにいじられる役割が多かったが、90年代後半あたりから、ナインティナインはじめ一回り以上離れている後輩芸人が次々に頭角を現し、お笑いBIG3の一人として大御所の立場に変化しはじめると、後輩芸人に対してお笑いに対してよりストイックになっていく。本番中であろうがあまりのダメ出しの多さに「めちゃイケ」にゲスト出演した際にナインティナインの岡村隆史から発せられた『お笑い怪獣』がさんまを表す代名詞として定着した。
SMAPと親交を深め、特番はじめ年一回のレギュラーとして、2000年から2016年までは中居正広と『さんま・中居の今夜も眠れない』で共演するなど多くの番組で各メンバーと共演した。その中でも2002年の『空から降る一億の星』のW主演での共演をきっかけに、木村拓哉と特に公私ともに親交を深め、2003年からは毎年の正月特番として『さんタク』で共演を続けている。
2003年、自身としては初めての戦争ドラマに挑戦したTBSドラマの『さとうきび畑の唄』に主演し、平成15年度文化庁芸術祭テレビ部門大賞受賞作品するなど、高い評価をうけた。しかし、戦争映画特有な過酷なロケに対して自身は「もう二度と戦争ドラマには出たくない」と語っており、ドラマ内の名セリフ「こんな事をするために生まれてきたんじゃないんですよ」を自らパロディにしたりして笑い話にしたりしている。
2009年に娘のIMALUが芸能界デビュー。当初は猛反対していたが、デビューするにあたっては発表前日に突然元妻の大竹から聞かされた後は諦念し、「とにかく人の倍は努力せなあかん」とアドバイスを送った。
2012年4月8日、なんばグランド花月にて行われた、「吉本興業創業100周年特別公演・伝説の一日」の4回目に出演。大トリとして、『さんまの駐在さん』が25年ぶりに復活した。本公演には、当時のレギュラーメンバーであった月亭八方や間寛平、村上ショージ、ジミー大西の他に、今田耕司や岡村隆史、桂三枝、西川きよし、師匠の松之助など総勢51名が出演した。

### 還暦以降
2015年7月に還暦を迎え、還暦記念してフジテレビで『さんまでっか!?TV』、毎日放送で『痛快!明石家電視台 明石家さんま生誕年SP』などが放送され、番組はさんまのゆかりの芸人らが出演し思い出に花を咲かせた。さんまは還暦を迎えるにあたっての心境として、一時期引退も考えていた。しかし、吉本幹部はじめ芸人仲間の反対や、特に爆笑問題の太田光に「ぼろぼろになるまでやって欲しい。今辞めたらかっこよ過ぎる」などと言われ、最終的には撤回した。
還暦を越えてからテレビタレント以外の活動として、プロデューサー業にも携わるようになり、2018年にはジミー大西の半生をドラマ化した『Jimmy〜アホみたいなホンマの話〜』をNETFLIXでプロデュース。これまで構成や企画としての番組参加はあるが、プロデューサーとしての番組制作に携わるのは初めてであった。当初は小出恵介がさんま役を演じ、前年に実際にクランクアップまでされていたが、配信開始直前に小出が不祥事を起こしたため、お蔵入りの危険もあったが、最初にオファーされていた玉山鉄二が代役として、さんま役のシーンをすべて撮り直し再編集した形で当初予定より1年延期して2018年夏に配信された。さんま自身、本編には出演しなかったものの、毎話のオープニング解説と最終話のラスト後に制作秘話を振り返る形で出演した。なお、さんまは小出についてニューヨークまで会いに行くなど、その後も小出と親交を持っている。
2015年11月に『さんまのまんま』で共演した直木賞作家の西加奈子との縁で、彼女の小説『漁港の肉子ちゃん』の映像化の権利を取得。当初は実写映画化を考えていたが、西の希望によりアニメ化されることになり、同プロジェクトにプロデューサーとして参加。2年余りの製作期間を経て2021年6月に上映した。
2024年10月18日には錦鯉・渡辺隆がプロデュースする新人バーチャルYouTuber「八都宿ねね（はつどまり ねね）」としてVTuberデビュー。当初は正体は伏せられていたが、11月22日に正体及びそれが12月1日に日本テレビで放送された『誰も知らない明石家さんま』の企画であったことが明かされた。

## 人物
1994年12月に有馬記念で大勝ちし、大金（額は未公表）を受け取ったものの、翌年1月に阪神・淡路大震災が発生し、全額被災地に寄付した。なお、長く競馬観戦や予想を行っているさんまにとってプラスな結果になったのはこの一度きりだと語っている。また、『行列のできる相談所』で共演している弁護士の北村晴男が主催する東日本大震災で被害を受けた孤児へのチャリティを兼ねたゴルフコンペの趣旨に賛同し、大会への参加はしていないが、義援金の寄付を行った。
オーストラリアで誤認逮捕されたことがある。当時、オーストラリアでは高級ブランドバッグの違法バイヤーが、日本に帰国する女子大生に頼みバッグを大量に日本に密輸するケースが横行していた。何も知らないさんまは空港中で日本人のファンに対して、手を振って挨拶していたのだが、この行為が「お前は5つね」「お前5つね」とバイヤーに指示をしていると勘違いされ逮捕。別室で3時間ほど取り調べられた。
明石家さんまは、大竹しのぶと離婚したときに、旧明石家さんまの豪邸の門構えの前で会見を行っている。その時、さんまはおでこの左端に小さく✕印を書いて「バツが一つ付きましてん」って言うボケを思いつき、実行したが気付かれず意気消沈した。
継母の連れ子を弟としてかわいがっていたが、後に火事で亡くしている。当時弟は19歳、さんまは28歳だった。後に警察が焼身自殺だったと発表した。弟は高校卒業後は、実家の工場を手伝っており、将来は、家業を継ぐことが決まっていたが、周囲の友人には、家業を継ぎたくないと話していたとされ、家業を継ぐことに悩んだ末の自殺だったのではないかと、考えられた。これに対してさんまは「あいつは自殺するような人間やない・・・もし自殺するほど苦しんでいたら、ぼくにひとこと相談したはずや・・」と述べている。
所属する吉本興業のほかに、節税と自身のマネジメントを目的とした個人事務所「オフィス事務所」も設けており、仕事やギャランティー管理はこちらで行っている。基本的に芸能マネジメント業務は行なっておらず、オフィス事務所にはさんま以外は所属する前提ではない。
師匠の松之助の兄弟子にあたる6代目笑福亭松鶴の弟子の笑福亭仁鶴・笑福亭鶴光・笑福亭鶴瓶などは従兄弟弟子にあたる。
ヘビースモーカーであり、かつてはトーク番組の本番中も喫煙をしていた。お笑いとたばこのどちらかを辞める必要があれば、お笑いを辞めるとも述べており、「たばこをやめた方が精神的なストレスが溜まり早死にしてしまう」といった持論を展開している。2000年代以降の禁煙ブームについては「税金をいっぱいとられているのにどんどん肩身の狭い思いをしている」として不満を述べている。関西の劇場に出演依頼があった際に、喫煙スペースがなかったため「そしたら俺、出ぇへんわ」と言ったところ、特別に許可を得て、喫煙スペースを設置させたエピソードがある。
2016年頃から紙巻タバコに加えて、TPOを考えて放送局など仕事場などではIQOSも愛用している。

### 家族
1989年9月大竹との間に長女・いまるが誕生する。大竹には死別した先夫との間に男子がいたが、お父さんとは呼びにくいという事で、いまるともども「ボス」と呼ばせ、離婚後もそう呼ばせている。
大竹とは「大竹が仕事をやめることを条件」にし、仕事を辞められるかの問いに「辞める」と言い、大竹しのぶ自身を捨てられるかの問いに「捨てる」と答えた。しかしすぐに仕事を始めたのでけんかや揉め事が起こった。さんまの本音は、長女が生まれたばかりで3歳までは家に居てあげて欲しかったと言う。結局、大竹とは1992年9月に離婚。離婚直前に二人で見た映画が、仲の良かった夫婦が最後に喧嘩の果てに殺し合いになる内容である『ローズ家の戦争』ということをしばしばネタにしている。離婚後はさんま・大竹とも再婚することは無く、大竹との仲は良好で良き友人として接しており、その後も番組で共演する事が多い。長女・いまるは2009年4月に、IMALUとして芸能界にデビューした。

### 芸名
松之助に弟子入りした当初は「笑福亭さんま」を名乗ったが、「さんま」という芸名は、奈良のさんまの実家が水産加工業を営んでいたことから命名された。命名時、同期の島田紳助が師匠の島田洋之介・今喜多代に芸名を「紳助」と決められた時、さんまは「その名前やったら絶対売れへん」とからかい、紳助は落ち込んでいたが、そのすぐ後に「さんま」という芸名を貰った話を聞いて「こいつ、終わったな」と逆に大笑いされたというエピソードがある。
師匠・松之助の助言により、落語家から漫談家に転向した際に亭号を「明石家」に変更している。「明石家」は松之助の本名「明石徳三」から貰い受けたもので、当時は松之助門下の多くが「明石家」を名乗っていた。松之助はのちに、長男に明石家のんき、次男にパーポ明石と芸名を付けている。

### 身体的特徴
「出っ歯」がトレードマークであり、「出っ歯」と言えば明石家さんまと言うほど、出っ歯の代表的人物としても有名。似顔絵や、冠番組のロゴマークやマスコットでさんまの顔が模される場合、必ず出っ歯を強調される（「からくりTV」「お笑い向上委員会」など）。「ファーーッ!」という甲高い引き笑い（息を吸い込みながら笑うこと）も特徴的。
体形は細身で、本人曰く「高校生の時から体重は変わっていない」とのこと。

### 交友関係
吉本では1980年代から特に村上ショージ、間寛平、Mr.オクレ、ジミー大西らと番組で共演することが多い。またデビュー当初から島田紳助や松本竜介、オール阪神らとは一緒に遊んだり、営業に一緒に出演する機会が多く、結婚前は私生活でもお互いの家に出入りする仲であった。紳助が芸能界を引退した後は、実際に会うことは無いが、紳助から電話がかかってきたエピソードなどについて言及することがある。吉本以外の芸能人でも飲み仲間としてガダルカナル・タカ、笑福亭笑瓶、松尾伴内、温水洋一など、麻雀仲間としてインスタントジョンソンのじゃいやアンジャッシュの児嶋一哉などとプライベートでの親交がある。
ドラマ共演を機に家族ぐるみの付き合いになることがあり、元妻の大竹とはドラマ共演を機に交際に発展し、佐藤浩市とも「恋も2度目なら」の出演を機にプライベートで毎年正月にオーストラリアに旅行に行ったり、バラエティやドラマで共演を重ねた木村拓哉からは『オジキ』と呼ばれるほど慕われる存在となっている。その他では浅田美代子や元プロ野球監督の星野仙一などとは正月にオーストラリアで過ごす仲であった。その他、読売ジャイアンツ投手であった木田優夫とは引退試合に駆け付けたり、定期的に自身の番組に出演するなどして親交を持ち、木田はさんまを「師匠」と呼ぶ。
「お笑いBIG3」のビートたけし・タモリからは「さんまちゃん」「さんま」、たけしからは「明石家」と呼ばれている。さんまは年上のたけしやタモリは基本的にはさん付けで呼ぶが、突っ込む時にはたけしを「ビート」「たけ」「たけし」「おっさん」と呼び捨てし、芸能界1年後輩のタモリに対しても「タモリ」「森田」と呼び捨て。2人に対しても「あんた」「お前」と呼ぶこともある。

### 趣味
趣味を幅広く持ち、テレビでスポーツ観戦を初めゴルフ・競馬・漫画などの読書、麻雀などがある。また若い時は自らの野球チームを持つなど野球は見るのもやるのも好きであり、MLBやプロ野球や高校野球も熱心に見ているという。海外のスポーツ観戦は仕事で家を空ける時以外は、例え深夜であろうとBSやCSのスポーツ中継をリアルタイムで観戦している。MLBの他は、サッカーのヨーロッパの各リーグおよびUEFAチャンピオンズリーグ、UEFAヨーロッパリーグやアメリカンフットボールのNFL・バスケットボールのNBA・アイスホッケーのNHL・テニスの四大大会・ゴルフのメジャートーナメントなどジャンルは幅広い。
よく言及する選手としてマイケル・ジョーダン、ステフィン・カリー、モハメド・アリ、グレッグ・ノーマン、長嶋茂雄などを挙げている。

#### サッカー
サッカーは特に欧州サッカーのファンであり、学生時代の時の憧れの選手は主にマンチェスター・ユナイテッドで活躍していた北アイルランド代表のジョージ・ベストや西ドイツ代表のフランツ・ベッケンバウアーなど。サッカーを始めたきっかけも、マンチェスター・ユナイテッドのほか、自身が小学6年生の時に、日本代表の指導のために来日した、西ドイツのデットマール・クラマーによるものだと述べている。その影響もあって、現在でもサッカーのナショナルチームでは、ドイツ代表の大ファンである事を公言している。高校時代は、サッカー部に所属し、自らスター選手だと称していた。自宅にはたくさんのレア物のグッズが保管されている。
日本サッカーの黎明期とされたころから貢献したともされ、1980年代には日本サッカーリーグをなんとか盛り上げようとキャンペーンポスターのモデルに選ばれたほか、サッカーマガジンで「明石家さんまの爆笑キックオフ対談」を連載していたり、漫画家の望月三起也と共に芸能人サッカーチーム「ザ・ミイラ」の発起人となるなど。サッカー好きタレントとして人気が下火になっていた日本のサッカー人気なんとか盛り上げようとしていた。この頃よりラモス瑠偉や都並敏史などと親交を持ち、その後もトーク番組で共演することが多い。
1990年代以降は2002 FIFAワールドカップが開催される前には『さんまの天国と地獄』というサッカー番組のメインパーソナリティを務めるなどワールドカップやクラブワールドカップなどの関連番組ではサッカー通タレントの筆頭格としてキャスターやコメンテーターを務めることも多く 監督や選手に下世話なツッコミを入れて番組を盛り上げようとすることが定番。日本テレビが中継するトヨタカップでは、ゲストとして毎年、現地で観戦しており、発展解消後の、FIFAクラブワールドカップでも、全試合ではないが、日本国内での試合は現地観戦、日本国外での試合は、スタジオで観戦している。
一方で欧州サッカーファンの立場で日本のサッカーに対して見下した発言をしたり、インタビューで選手に対してサッカーに関係のない話をしたりしてサッカーファンから批判の意見が出ることもあり、その発言に賛否両論が起こることが多い。

#### 漫画
漫画についてもよく読んでおり、『愛と誠』や『ど根性ガエル』が好きと公言しており、『タッチ』の浅倉南や『うる星やつら』のラムを理想の女性像として挙げている。その他では『ONE PIECE』『アオアシ』『ダイヤのA』『BLUE GIANT』『鬼滅の刃』などスポーツ漫画や少年漫画を好んで読んでいる。

#### 音楽
学生時代に吉田拓郎の大ファンであり、人生の一曲として吉田の代表曲である『イメージの詩』を挙げている。
桑田佳祐・アルフィー・松任谷由実・松山千春・CHAGE and ASKA・甲斐バンド・オフコース などと20代の頃より番組共演などを通じて親交があり、実際にアルバム告知CMに出たり、楽曲を提供してもらっている。
2000年代以降の歌手ではMISIAなどと親交をもち、NETFLIXの「Jimmy〜アホみたいなホンマの話〜」の主題歌としてMISIAがさんまのお気に入りである甲斐バンドの楽曲『最後の夜汽車』をカバーした。どちらかというとメロディよりも歌詞に重きを置いているようで、大塚愛の『さくらんぼ』、森高千里の『渡良瀬橋』、AKB48の『恋するフォーチュンクッキー』、西野カナの『Darling』のようなかわいい歌詞を好んでいる。

#### 映画
映画好きを公言しているが、重くて暗いアート系の作品が苦手と公言しており、ビートたけしが作る映画は見ていない。

## 仕事

### 芸風
漫談家時代はスポーツ選手の形態模写をして人気を博す。特に空白の一日を経て、1979年1月に江川卓とのトレードで阪神へ移籍した小林繁が、阪神で活躍したことに伴い、得意としてた小林や掛布雅之の形態模写が人気を集めるようになり、全国区のレコード発売やCM出演なども果たした。
1980年代半ばからは司会業が中心で、トークのテンポを崩されると、すかさずツッコミやボケを入れ、それすら笑いに変える。張り芸（声を張って笑いをとる芸）を得意としている。同期で盟友の島田紳助をはじめ、中居正広、笑福亭鶴瓶、所ジョージ、中村勘三郎、桑田佳祐、元妻の大竹しのぶ、娘のIMALUなどから「話を盛る」「話していることの九割は嘘」「どうしてそんなに嘘がつけるの?」などと辛辣な発言をされるのがお約束の流れである。
仕事でも特にお笑いに対するスタンスは非常に厳しく、本番中であろうが後輩芸人に対してのあまりのダメ出しの多さに、2000年代あたりから岡村隆史など後輩芸人から畏怖を込めて『お笑い怪獣』と呼ばれ出したり、ダウンタウンの二人からも、共演中のツッコミ時に目が全然笑っておらず怖いと言われる。さんま自身は、たけし・タモリとの芸風の違いについて「あの人たちは懐が深いから、一歩引いて相手が出てくるのをポンと打つように、相手の出方をうかがいながらトークを行っているが、一方で自分はどんな時もがむしゃらに前に出ていってトークを展開していく」とその違いを分析している。
基本的に番組の企画以外で政治の話はすることは無いが、税金の使われ方に納得がいかず国税局に抗議した話を披露するなど、折に触れて批判的に語ることもある。

### 落語界との関係
入門当初は落語家として活動していた。初舞台は入門半年後で、場所は京都花月。『西の旅』と総称される古典落語のうち男二人旅の噺『播州めぐり』を10日間ほど口演した。本人は「初舞台では緊張で頭が真っ白になって、ネタをやり直した」という。「15分ぐらいのところで頭が真っ白になり始めからやり直した、そしたら所要時間が45分にもなった」ともされる。「この後二人は横山エンタツ・花菱アチャコとなり漫才を始めました」と言ってサゲたという。4代目林家染丸も、この頃に自身が主宰した落語会で『播州めぐり』に四苦八苦しながらも取り組むさんまを目の当たりにしている。
しかしタレントとして多忙を極める中でも行なっていた自身の落語の技量に限界を感じ、また師匠から「落語やめるか？」という提案もあり1980年11月8日放送の関西テレビ『イヨッ！まってました！東西落語名人会』の司会として出演した際に、冒頭で「私は今日限り落語家を辞めます」とテレビの前で宣言した。結果として高座で古典落語を演じたのは1979年7月27日の「千里繁昌亭」の出演が最後であった。ただし翌年桂三枝が主宰している創作落語の会のオファーを受け快諾。1981年7月11日に高座に上がり「神様への願い」と言う漫談風創作落語を演じた。その後は、テレビ番組の企画などで一部だけ演じることはあっても、落語をまるまる演じることは無く落語界や寄席とは距離を置いていた。2004年「彦八まつり」に実行委員長・笑福亭鶴瓶の要請に応える形で出演。混乱を避けるため、出演日は公表されなかったが、落語を披露するという情報も手伝って、来場者が2日間で例年の2倍である10万人を超え、過去最多記録を更新した（着物姿で「大喜利ガバチョ!」に出演したものの、落語は口演しなかった）。
2012年7月23日、「なんばグランド花月」にて六代桂文枝襲名披露口上に月亭八方・桂きん枝とともに出演。司会の八方はさんまを「吉本興業の屋台骨」と紹介し、さんまは笑福亭の五枚笹紋付きを着用した。

### 放送局との関係
80年代から、フジテレビプロデューサーでさんまを東京の番組で積極的に起用した横澤彪（のちに吉本興業専務）が手掛ける番組の出演が多く、その後は横澤班出身のディレクターの三宅恵介が「さんま班」と呼ばれるほど、さんまと二人三脚で番組制作を行なった（特に2009年限りで、盟友の三宅がフジテレビを定年退職する事になり、その餞として、彼が総合演出する2008年7月26日から27日の「FNS27時間テレビ!! みんな笑顔のひょうきん夢列島!!」の総合司会を担当し、19年ぶりに同番組の総合司会を務めた。しかし、定年直前に役員待遇に昇格し、三宅の定年が延びたという理由でフジテレビを退職しないと言うオチをつけた）。その他では日本テレビディレクターの吉川圭三が演出する番組への出演が多かった。大阪の毎日放送には、最初のレギュラー番組獲得以来、週1回のテレビ、ラジオもしくは両方でレギュラー番組を継続しており、大阪での収録を続けている。
また大御所芸人となるとレギュラー番組以外のゲスト出演は滅多にしないが、改編期でもないにも係わらずさんまは積極的に後輩タレントの番組や若手ディレクターが手掛ける番組にも出演し、特に『めちゃ2イケてるッ!』には同番組の総監督がひょうきん族最後のADである片岡飛鳥という事もあり、番組開始当初から定期的にゲスト出演しており、2018年3月の同番組の最終回には、土曜日8時の先輩として番組終了を見届ける形として、最後に自身のキャラクターであるパーデンネンに扮装して番組ラストに登場した。
しかし、テレビ局の様々な要因でスタッフと衝突することもあり、結果的にその放送局自体と疎遠になる事もある。確執があった放送局は、テレビではNHK、テレビ朝日、テレビ東京、ラジオではニッポン放送が挙げられる。ただ現在はこれらの全ての局で再出演を果たし、その後も定期的に出演するなど、確執が続いている局はない。
また地方局や独立局への出演は、ギャラの問題もあり無償での友情出演以外の出演はほとんどない。若手時代には、当時開局したばかりであったびわ湖放送の開局記念特番への出演経験があったが、これは吉本興業の当時人気のあった芸人が総動員された中の1人として出演したものである。2015年3月に、サプライズとして『白黒アンジャッシュ』（千葉テレビ放送）に友情出演という形でマンスリーゲストとして出演したことが、関東地方の独立局番組初出演となった。また別番組のロケ企画としてのローカル局の出演としては、2010年7月5日に毎日放送の『痛快!明石家電視台』のロケ企画として同じ系列である熊本放送の『RKKワイド 夕方いちばん』にサプライズ出演、2019年11月7日には、日本テレビの『誰も知らない明石家さんま 第5弾』の企画で奈良テレビ放送『ゆうドキッ!』に飛び入りでサプライズ出演した。

### インターネット動画
他の多くの吉本芸人が「YouTube」などに出演する中で、さんまは基本的には出演していない。これは、「テレビで生きてきた人間が、テレビを守ろうとしているから。」という本人の方針によるものである。一方で、流行のYouTubeについてはしっかりとチェックしており、暴露系YouTuber東谷義和などについて自身の番組などでも積極的にネタにしている。また、2022年2月ごろ「中田敦彦が持ってきたYouTubeの企画が面白かった」という発言をしたが、中田敦彦が『テレビらしいことをYoutubeでやる番組』と説明したことに「テレビでやれば良いやん」と発言し、以前よりもYouTubeへの出演に柔軟かつ前向きになってきているものの、未だ対抗意識がある。
後にジャニーズ事務所のSnow manのYouTubeチャンネルに、木村拓哉と共に出演している。

## 人気番組でのエピソード

### オレたちひょうきん族
「タケちゃんマン」の敵役は、当時劇団東京乾電池に所属していた高田純次が演じ、さんまは「ひょうきんベストテン」の司会者として出演していた。第2回収録前に高田がおたふく風邪で入院した為、出演者の中で唯一高田と衣装のサイズが合ったさんまが代役となり、以降番組終了までタケちゃんマンの敵役として登場した。
同番組での代表的なキャラクターとしては以下のものがある。
- アミダばばあ - コシノジュンコデザインの服、桑田佳祐作詞作曲の「アミダばばぁの唄」がリリースされた。
- ナンデスカマン - 大阪万博のテーマソングである「世界の国からこんにちは」に似せた歌と共に登場。甲高い声で「ナンデスカー」と聞き返し相手に不快感を与える。対決の時にビックリ箱を使ってタケちゃんマンと戦う為、さんまが頼んで松山千春が「ビックリ箱の唄」を作っていた。
- 知っとるケ - 青森県出身の妖怪人間。「ヒャーホホ」と奇声をあげ、民謡を歌う少年少女合唱団と共に登場。「知っとるケのケ、俺の名前を知っとるケのケ、最低の男って知っとるケのケ、あ 今年で30、知っとるケのケ♪」と踊りながら歌う。
- パーデンネン - 数々演じてきたキャラクターの中で、パーデンネンだけは恥ずかしかったと語る。当時人気であったマンハッタン・トランスファーに廊下ですれ違いざまに パーデンネンの格好を"oh crazy"と言われ、派手な服装や髪型で有名であった芳村真理から「さんまちゃん、派手ねー」と言われたこともある。（芳村は当時フジテレビの歌番組『夜のヒットスタジオDELUXE』の司会をしており、1985年に同番組の放送曜日が変更となってから、収録日が『ひょうきん族』と同じ水曜日であった）
  - さんまが一番好きであったキャラクターはブラックデビル。ビートたけしがさんまのキャラで一番好きであったものは「サラリーマン」である。このサラリーマンはスーツにネクタイ、メガネといったありきたりの風貌で「高卒、手取り18万」という境遇でタケちゃんマンに難癖をつけて絡むというキャラクターであったが、視聴者から「夢がない」と苦情が入り、さらには子どもたちにも不人気であったことが災いして、わずが3週で打ち切りとなった。

フライデー襲撃事件でのたけし謹慎による不在時、吉永小百合の「奈良の春日野」をバックに鹿の着ぐるみを着て、渡辺正行と踊っていた。1987年に『笑っていいとも!』のトークコーナーで、吉永のファンであるタモリをいじるため、楽曲中に「鹿のフン」という吉永のイメージらしからぬ歌詞が出てくる同曲を発掘・放送、大きな話題になったことを流用したもの。
番組開始当初のコーナー「ひょうきんニュース」には本名の「杉本高文」を名乗っていた。また、「ひょうきんベストテン」の初代司会者でもあった。
『ひょうきん族』では台本は一切読まなかったという。これにはビートたけしもさすがに驚いたという。
1989年10月をもって『ひょうきん族』が放送終了。この終了に関して、もともと同じ土曜8時のTBS系『8時だョ!全員集合』打倒を掲げて開始して、実際に4年前の1985年10月で『全員集合』を番組終了に追い込むが、その事で出演者もスタッフも急激に番組に対するモチベーションが落ち始め、また番組の顔であったたけしが1986年12月にフライデー事件を起こし謹慎、翌年復帰したが、その後収録に来なかったり明らかにやる気がなくなっているのを見て、実際にそれを見た番組プロデューサーの横澤彪に「さんまちゃん、どうする？やりたかったら続けられるけど。さんまちゃんに最後を決めてほしい」と委ねられ、さんまは「みなこういう状態なんで、やめましょうか」と答えたという。たけしも「さんまという『毒』を飲み過ぎて、その毒で『全員集合』をやっつけたけど、結局その毒で自分たちも終わっちゃった」と言及している。
後年さんまは、「『全員集合』があってこそ『ひょうきん族』があった」「『ひょうきん族』が視聴率で『全員集合』を上回ったときはうれしい気持ちにはなれなかった。『全員集合』は横綱でいてほしかった」と語っている.。たけしも「『ひょうきん族』は全て明石家さんまのおかげだと思う。天才だし、勝てる人はいないと思う」と語っている。

### 笑っていいとも!
- 初出演は1984年2月13日の「テレフォンショッキング」のテレフォンゲスト。この時に翌日のテレフォンゲストとして、総合司会のタモリがかねてから「嫌い」と公言していた小田和正を紹介した。
- 初出演から2か月後の4月6日から、金曜レギュラーとして加入。タモリと2人で雑談を繰り広げるフリートークコーナー「タモリ・さんまの雑談コーナー」が人気を博した。
  - コーナー名は何度も変更されたものの（「笑っていいとも!過去のコーナー一覧#金曜日」)、人気から降板まで全期間続けられた。番組では同じ内容のコーナーではテレフォンショッキングに続く2位の長さであった（11年半）。
- 1990年4月に始まった曜日対抗のコーナー「爆笑!オールスター・タモリンピック」について「お笑い芸人が真面目にゲームをしても面白くない」という自身のポリシーの元、ゲーム内でボケをかまし続けたところ、当時のディレクター[注 15] から「真面目にやって下さい!」と注意された。1992年の特大号の中でもこの不満を爆発させ、翌1993年と1994年は特大号自体を欠席している。1993年10月で「タモリンピック」のコーナーは終了し、プロデューサーであった佐藤義和との協議・相談の結果、苦肉の策としてゲームではない形の後続曜日横断コーナー（「今日の反省会」→「いいとも!ひと言人生相談」→「勝手にハッピーバースデー!!」）が立ち上げられたものの、さんまは他レギュラー陣とのコーナーに関しては参加をボイコットするなど番組サイドとの溝は最後まで埋まらず、1995年9月29日をもってレギュラーを降板した[93]。
  - さんまは2025年1月18日にMBSラジオで放送された『ヤングタウン土曜日』において、「いいとも!」降板の経緯に関して言及し、「オレはディレクターともめて辞めることになったんですよ」と前置きした上で、タモリがさんまを「いいとも!」に慰留させるべく吉本興業に電話をかけていた事を明かした。しかし、さんまは当日吉本興業には不在であり、電話口に出た村上ショージがいたずら電話と思い「うるさいんじゃ、ぼけ、アホ」と言ってタモリからの電話を切ったという。さんまは翌日の「いいとも!」のリハーサルでタモリに確認したが、タモリから「かけたよ。怒られてさ、切られたんだよ」と言われ、気まずい空気のまま、「いいとも!」の降板につながったという[93][94]。さらにさんまは「いいとも!」について「今考えると、直接僕に言ってくれれば残ったのに」「思い出がいっぱいあって。お笑い芸人にとっては通過点の番組でしたね、芸能界の青春やね」とコメントした他、「いいとも!」の生放送が行われたスタジオアルタに関しても触れ、「ほんとに思い出いっぱいのアルタ」「本当に青春なんですよ、第2の」と2025年2月28日に閉鎖されるスタジオアルタの閉鎖を名残惜しそうに語った[93][94]。
- レギュラー降板後は断続的に数年に1回程度の割合で、計6回ゲスト出演した。
  - 1995年12月22日金曜日に翌年年明け放送・自身が司会の年末年始特番「明石家福禄寿の史上最大のプレゼントショー "正月なのに…"編」の番宣で、降板以来3か月ぶりにゲスト出演。ナインティナインがコーナー司会を務めていた「ジジィびんびん物語」のコーナーにも出演する。ゲストとしては珍しい後説のコーナー（増刊号の「放送終了後」のコーナー）出演も行い、タモリ・金曜レギュラー後任のナイナイ・勝俣州和・田原俊彦とフリートークを繰り広げた。
  - 1997年12月11日木曜日に「テレフォンショッキング」に、前妻である大竹しのぶの紹介でゲスト出演。前日の電話の際には大竹に対し「俺、お前の友達ちゃうやろ!」と発言した[95]。以後同番組への出演はなかったが、自身が総合司会を務めた2008年7月の『FNS27時間テレビ』内の「増刊号生スペシャル」にて行われた「テレフォンショッキング」にビビる大木の紹介で登場、タモリと約47分間のフリートークを繰り広げた。当日の新聞のラテ欄には「タモリとテレフォンショッキングで最長記録樹立か」と書かれていたが、その言葉通り「増刊号生スペシャル」も含めた全てのテレフォンショッキングの中で最長記録を樹立した[注 16]。
  - 2008年7月27日日曜日には自身が総合司会を担当した「FNS27時間テレビ!! みんな笑顔のひょうきん夢列島!!」内コーナー・さんま in 笑っていいとも!「テレフォンショッキング」にビビる大木の紹介で出演。その他のコーナーには参加しなかったが、いいとも!としての出演は11年ぶりのこととなった。CM明けに先述のレギュラー時代のコーナー「最低男」のジングルが流された。後輩のFUJIWARAを紹介した。
  - 2009年7月24日金曜日の「テレフォンショッキング」にもしずちゃんの紹介で出演。この時さんまは友達として次回のテレフォンゲストに同年の第23回FNSの日『FNSの日26時間テレビ2009 超笑顔パレード 爆笑!お台場合宿!!』総合司会の島田紳助を紹介した。
  - 2012年11月30日金曜日には「いい（11月）さんま（30日）」の日に因んでゲスト出演。「タモリ・さんまの日本一の最低男」のコーナーを降板以来17年ぶりに復活させ、タモリとフリートークを繰り広げた。
  - 2014年3月31日の番組最終回にも昼と夜の両番組に出演。昼のレギュラー放送には「テレフォンショッキング」の最後のテレフォンゲストであるビートたけしが（ネタで）「お友達紹介」としてさんまに電話をかけ、さんまが電話出演。夜の『グランドフィナーレ 感謝の超特大号』では1年半ぶりに「タモリ・さんまの日本一の最低男」のコーナーを行い、タモリと1時間程フリートークを繰り広げた。

### 男女7人秋物語
- ドラマでは岩崎宏美とのキスシーンがあったが、二人は当時から気心知れた中ではあったものの岩崎は嫌がっており、噂になるのが嫌だったというのに加え、「さんまさん歯が出てて、私アゴが出てるから、それで2人とも血だらけになるんじゃないかとか…」と語っている[96]。

## 評価
NHKが1975年から2003年にかけて毎年実施していた好きなタレント調査では、1985年に男性1位に選ばれてからは、2003年に調査終了するまでの19回のうち通算12回（1985年 - 1989年、1995年、1998年 - 2003年）で男性1位を獲得、それ以外は全て男性2位となっている。1999年に「日本で最も露出の多いテレビスター」としてギネスブック世界記録認定。
JNNデータバンク調べによる好感度タレントの支持率調査では、1987年10月に支持率41.3%、1999年5月に支持率43.1%を記録。これは同調査において1980年代・1990年代共に第1位の記録。また、1999年5月の支持率43.1%は、1971年〜1999年においても第1位の記録である。
『日経エンタテインメント!』の「好きな芸人」ランキングでは、初回の2002年から2011年まで10年連続で1位を獲得している。3年ぶりに復活した2014年のランキングでも1位を獲得、2014年から2017年と4年連続で1位となり、同ランキング14連覇と圧倒的な人気を得ている。
ビートたけしが著書『コマネチ!』での中で「こいつには負けた、と思った数少ない中の1人」とさんまのことを評し、岡村隆史などの後輩芸人達も「この人を越えるのは誰にも不可能。死を待つしかない」と語っている。
萩本欽一は、自身の冠番組『欽ドン!』でさんまをゲストに迎えたとき、さんまが一方的にしゃべって自分が全くしゃべれず、それについて「普通なら腹立つけど、それがなかったのよ。心地よくて、やられちゃったな、好きだなあって思っちゃった。イヤな思いさせない不思議な人だねえ」と所感を述べている。
20代のころは、ファンに追いかけ回され、隠れたりすることも多かったが、IMALUの誕生を機に人に接する気持ちが大きく変わり、マスコミ・ファンをはじめとした一般人および芸能人などへの注文もなるべく受け入れるようになった。その結果、「芸能界で最も対応のいいタレント」と評されることが多く、さんまの対応はネット上でも評価されている。

## 受賞歴
- 1982年 第2回花王名人大賞 新人賞
- 1982年 第10回日本放送演芸大賞 ホープ賞
- 1983年 第11回日本放送演芸大賞 奨励賞
- 1985年 第13回日本放送演芸大賞 優秀賞
- 1985年 第5回花王名人大賞 大衆賞
- 1985年 第23回ゴールデンアロー賞 芸能賞
- 1986年 第14回日本放送演芸大賞 特別賞
- 1987年 第15回日本放送演芸大賞 大賞

## 演じた俳優
- 浜田学 （舞台「吉本百年物語 アンチ吉本・お笑いレボリューション」2013年）
- 菅田将暉 「誰も知らない明石家さんま 史上最大さんま早押しトーク」内でのミニドキュメンタリードラマ『小岩青春物語〜きみといた街角〜』（2015年、日本テレビ）
- 北村匠海 「誰も知らない明石家さんま ロングインタビューで解禁!」内でのミニドキュメンタリードラマ『ずっと笑ってた』（2017年、日本テレビ[103]）
- 斎藤工 「誰も知らない明石家さんま3時間SP 初密着！さんま5つの謎を解禁」内のミニドキュメンタリードラマ さんまのいちばん長い日」（2018年、日本テレビ）
- 玉山鉄二 「Jimmy〜アホみたいなホンマの話〜」（2018年、Netflix[104]）
- 成田凌 「誰も知らない明石家さんま タブー解禁5連発!元妻と再会…40年ぶり母校へ…」内でのミニドキュメンタリードラマ『さんまが泣いた日』（2019年、日本テレビ）
- 安田顕 「誰も知らない明石家さんま さんま画商プロジェクト&初父としてのさんまドラマ」内でのミニドキュメンタリードラマ『笑顔に会いに行く道』（2020年、日本テレビ[105]）
- 勝地涼 「誰も知らない明石家さんま さんま少年時代物語&さんま画商プロジェクト」内でのミニドキュメンタリードラマ『おじいの笑顔』（2021年、日本テレビ[106]）
- 杉野遥亮 「誰も知らない明石家さんま「明石家さんまVS萩本欽一～若き日のさんまが伝説の男に挑んだちょっぴり過激なお笑い戦争～」（2022年、日本テレビ[107]）
- 岩田剛典 「誰も知らない明石家さんま さんまの人生を変えた8人」内でのミニドキュメンタリードラマ『笑いに魂を売った男たち』（2023年、日本テレビ[108]）

## 出演作品

### 映画
- マンザイ太閤記（1981年）
- 次郎長青春篇 つっぱり清水港（1982年）
- 唐獅子株式会社（1983年、東映）
- パンツの穴 花柄畑でインプット（1985年、東映）
- 必殺! ブラウン館の怪物たち（1985年、松竹） - 沖田総司
- 19 ナインティーン（1987年、東宝） - 明石家さんま（本人）
- ゴルフ夜明け前（1987年、東宝） - 写真師
- いこかもどろか（1988年、東宝） - 主演・田口翔平 （大竹しのぶとのW主演）
- 夢の祭り（1989年） - 幸吉
- 丹波哲郎の大霊界2 死んだらおどろいた!!（1990年、松竹）
- どっちもどっち（1990年、東宝） - 主演・村田正道
- ファンキー・モンキー・ティーチャー（1991年）
- とられてたまるか!?（1994年、東宝） - 泥棒
- まむしの兄弟（1997年）
- みんなのいえ（2001年、東宝） - 堀ノ内のアシスタントスタッフ
- オムライス（2011年）
- 騒音（2015年） - 大竹部長
- マスカレード・ホテル（2019年、東宝） - 大竹（ロビーの客）
- マスカレード・ナイト（2021年、東宝） - 看板の男

### テレビドラマ
- 母の償い「第1話」（1978年、TBS）※テレビドラマ初出演
- 大喜劇!忠臣蔵（1980年1月1日、毎日放送）
- 恋のかけら-大阪物語-（1980年3月9日、関西テレビ）
- ゆるしません!「第1・2話」（1980年10月2日・7日、関西テレビ） - 吉田刑事
- 天皇の料理番（1980年10月19日 - 1981年3月22日、TBS） - 平野（山本）辰吉
- ひまわりの歌「第15話」（1982年2月26日、TBS）
- 五瓣の椿（1981年4月2日、読売テレビ、木曜ゴールデンドラマ）
- 裸の大将放浪記・第5作「人の口は恐ろしいので」（1981年5月3日、関西テレビ、花王名人劇場）- 鶴吉
- 意地悪ばあさん「第55話」（1982年12月6日、フジテレビ）
- 男はたいへん（1983年2月 - 3月、毎日放送）
- どきどき婦警さん1（1983年9月26日、フジテレビ、月曜ドラマランド）
- 新・女捜査官 「第7話 刑事の初恋は夫殺しの美女!」（1983年、朝日放送）
- のんき君1（1983年12月12日、フジテレビ、月曜ドラマランド） - 主演・のんき三郎
  - のんき君2（1984年4月9日）
  - のんき君3（1984年10月4日）
- やすきよの御用だ!まかせなさい（1984年1月4日、朝日放送）
- 風の中のあいつ（1984年5月12日 - 9月29日、読売テレビ）
- 離婚テキレイ期（1984年10月9日 - 12月25日、TBS）
- 心はロンリー気持ちは「…」シリーズ（1984年 - 2003年、フジテレビ系） - 全シリーズ主演 ※コントシリーズ
  - 心はロンリー気持ちは「…」1（1984年12月17日、月曜ドラマランド）
  - 心はロンリー気持ちは「…」2（1985年7月15日、月曜ドラマランド）
  - 心はロンリー気持ちは「…」3（1986年2月21日、金曜おもしろバラエティ）
  - 心はロンリー気持ちは「…」4（1986年9月26日、木曜ドラマストリート）
  - 心はロンリー気持ちは「…」5（1987年3月20日、木曜ドラマストリート）
  - 心はロンリー気持ちは「…」6（1987年10月2日、ザ・ドラマチックナイト）
  - 心はロンリー気持ちは「…」7（1988年5月13日、男と女のミステリー）
  - 心はロンリー気持ちは「…」8（1989年3月3日、男と女のミステリー）
  - 心はロンリー気持ちは「…」9（1989年11月24日、男と女のミステリー）
  - 心はロンリー気持ちは「…」10 南の国から'97 （1997年8月29日、金曜エンタテイメント）
  - 心はロンリー気持ちは「…」11 京都湯けむり旅情 OLグルメ三人旅 謎の密室殺人事件!（2003年、金曜エンタテイメント） - 功二 役
  - 心はロンリー気持ちは「…」FINAL（2024年4月27日） - 主演・轟木竜二[117]
- 澪つくし（1985年4月1日 - 10月5日、NHK総合、連続テレビ小説） - ラッパの弥太郎
- 花の女子校 聖カトレア学園（1985年4月10日 - 10月2日、テレビ東京）
- 気になるあいつ （1985年8月3日 - 12月28日、日本テレビ）
- 好色一代男 世之介の愛して愛して物語（1986年1月1日、TBS） - 主演・世之介
- 春風一番!（1986年1月11日 - 3月29日、日本テレビ）
- 男女7人夏物語（1986年7月25日 - 9月26日、TBS） - 主演・今井良介
- 男女7人秋物語（1987年10月9日 - 12月18日）
- アナウンサーぷっつん物語（1987年、フジテレビ）
  - アナウンサーぷっつん物語スペシャル（1987年10月1日、フジテレビ）
- 家政婦・織枝の体験5（1987年2月11日、TBS、水曜ドラマスペシャル）
- さんまの花ムコ見習い試験（1987年4月1日、TBS、水曜ドラマスペシャル） - 主演
- オバの魔法使い（1987年8月10日、フジテレビ、ライオンスペシャル、夏休み妖怪バラエティ） - オバの魔法使い
- 新春スペシャル 善化者〜さんまのホンじゃたのンます〜（1988年1月1日、フジテレビ） - 主演 ※3話オムニバス形式
  - さんまのほんじゃたのんます（1988年11月25日、フジテレビ） - 主演 ※3話オムニバス形式
- 子連れ家政婦アッコさん（1988年3月25日、フジテレビ）
- 明石家さんま殺人事件（1989年9月29日、フジテレビ、男と女のミステリー） - 主演・明石家さんま（本人）
- 特別企画 さんまの「おれは裸だ」（1988年10月10日、読売テレビ、木曜ゴールデンドラマ） - 主演・大和菊夫
- 風よ、鈴鹿へ（1988年11月5日、TBS） ※友情出演
- ナオコ、さんまの結婚式ララバイ（1989年5月23日、朝日放送、火曜スーパーワイド） - 主演（研ナオコとのW主演）
- 世にも奇妙な物語（フジテレビ）
  - 春の特別編 (1991年) 「偶然やろ?」 - 主演・ 秋山満男 ※原案も杉本高文名義で担当
  - 「スローモーション」（1992年） - 主演
- ずっとあなたが好きだった 第5話「涙の誕生日」（1992年7月31日、TBS）‐北野啓一　※友情出演
- ふんだりけったり（1992年4月16日、読売テレビ、ドラマシティー'92） - 主演
- ユーミン・ドラマブックス「ノーサイド」（1992年10月11日、TBS、秋のドラマスペシャル）
- 新春大型時代劇スペシャル 天下を獲った男 豊臣秀吉（1993年1月1日、TBS） - 足軽組頭
- 極道落ちこぼれシリーズ（1993年 - 1994年、TBS、春のドラマスペシャル） - 主演・高柳喜八
  - 極道落ちこぼれ1 カタギになりたい!（1993年4月3日）
  - 極道落ちこぼれ2 駆けおちしました!?（1994年4月8日）
- 恋も2度目なら（1995年1月11日 - 3月15日、日本テレビ） - 主演・三上耕介
  - 恋も2度目ならスペシャル あのバツイチコンビ復活!（1995年10月11日）
- 古畑任三郎シリーズ（フジテレビ） - 小清水潔 
  - 2nd season 第14回「しゃべりすぎた男」（1996年1月10日）
  - 2nd season 第25回「消えた古畑任三郎」（1996年4月9日）
- その気になるまで（1996年4月7日 - 6月30日、TBS、東芝日曜劇場） - 主演・田口賢一
- 恋のバカンス（1997年1月8日 - 3月12日、日本テレビ） - 主演・黛勘九郎
  - 恋のバカンススペシャル（1997年10月1日）
- ガラスの靴（1997年、日本テレビ）
- 星に願いを（1998年4月1日、日本テレビ、明石家さんまドラマSP） - 主演・龍太
- 元禄繚乱「第13話 誘拐」（1999年、NHK総合、大河ドラマ） - 笹屋の主人・清右衛門
- 世界で一番パパが好き（1998年7月8日 - 9月23日、フジテレビ） - 主演・岡田善三
- 甘い生活。（1999年7月7日 - 9月22日、日本テレビ） - 主演・鵜飼力丸
- 七人ぐらいの兵士 全4回（2000年、日本テレビ） - 主演・水嶋兵吉
- 真夏のクリスマス「限りある命の恋人に、さんまが贈る最後のクリスマスプレゼント」（2000年10月9日、TBS、ドラマ特別企画） - 主演・長谷川大吉
- 空から降る一億の星（2002年4月15日 - 6月24日、フジテレビ） - 主演・堂島完三
- いつもふたりで 「第11話（最終話） ファースト・キス」（2003年3月17日、フジテレビ） ※友情出演
- さとうきび畑の唄（2003年9月28日、TBS系） - 主演・平山幸一 ※2003年度芸術祭大賞受賞作品
- THE WAVE!（2005年7月23日・24日、フジテレビ、フジテレビFNS25時間テレビドラマ）主演
- 和田アキ子殺人事件（2007年2月12日、TBS系、月曜ゴールデン） - 明石家さんま（本人）
- ハタチの恋人（2007年10月14日 - 12月16日、TBS、日曜劇場） - 主演・井上圭祐
- 地獄先生ぬ〜べ〜 第7話（2014年11月22日、日本テレビ） - 妖怪 怪人赤マント・通称A[118]
- 教場 シリーズ（フジテレビ） - 警察官 
  - 教場 後編（2020年1月5日）
  - 教場II 後編（2021年1月4日）
  - 風間公親-教場0- 第1話（2023年4月10日）[119]

### 舞台
- 秘密の二人（1991年、原作：マレー・シスガル、演出 ：三宅恵介） - 主演（布施博とのW主演）
- 明石家さんまプロデュース 今回もコントだけ（1992年 - 2014年）
- 明石家さんま×生瀬勝久×水田伸生 カンパニー（作：生瀬勝久、演出：水田伸生） - 主演
  - 七人ぐらいの兵士（2000年 - 2001年・2015年）
  - JOKER（2004年）
  - ワルシャワの鼻（2009年）
  - PRESS 〜プレス〜（2012年）
- 奇人たちの晩餐会 -馬鹿にしやがれ-（2003年、作・フランシス・ヴェベール、演出・荻野繁） - 主演
- 小鹿物語（2006年、作：輿水泰弘、演出：水田伸生） - 主演
- メルシィ!僕ぅ?（2007年、脚本：白川ヒロ、演出：渡邉光男） - 主演
- 七転抜刀!戸塚宿（2020年、作:福原充則、演出:水田伸生） - 主演
- 斑鳩の王子 -戯史 聖徳太子伝-（2024年、脚本：輿水泰弘、演出：水田伸生） - 主演・聖徳太子[120]

### アニメ
- リリがみたやさしい虹 (1990年、OVA) - ジョー 役
- FNS27時間テレビ!! みんな笑顔のひょうきん夢列島!!「サザエさん」（2008年、フジテレビ） - さんま（本人） 役

### CM
- ぼんち「ぼんち揚げ」「かるやき」「ポンスケ」
- ムトウ 「ムトウのランドセル」
- チロルチョコ
- コーミ
- ライオン「ルック」
- 東洋水産 「焼そばバゴォーン」「ワンタン麺」「わかめラーメン」
- 日本航空
- 大阪ガス「ガスファンヒーター」（1979年 - 1980年） - さんまがよくモノマネをしていた小林繁の投球フォームを模写するとともに、自身の歌唱による楽曲「ミスター・アンダースロー」をCMソングに用いていた。
- 大日本除虫菊「どんと」（1982年 - 1983年）
- ダスキン「ミスタードーナツ」（1984年）
- パイロット「QUATRO」（1984年 - 1985年）
- 角川書店「ザテレビジョン」（1984年 - 1985年）
- カルピス「カピー」（1985年）
- スズキ「Hi」（1985年 - 1986年）
- ビクター音楽産業
  - KAMAKURA（1985年）
  - BALLADE 2 '83〜'86（1987年）
- 興和「新 コルゲンコーワ」（1985年 - 1986年）
- アキレス
  - フラッシュパル ネピカ（1986年）
  - サザンサザン（1987年 - 1988年）
- 学生援護会「QTai」（1986年）
- キッコーマン
  - ぽん酢しょうゆ（1986年 - 1987年）[121][122]
  - 丸大豆しょうゆ（2009年 - 2010年）
  - いつでも新鮮しぼりたて生しょうゆ（2011年 - 2012年）
- 日立製作所「EXCITING29」（1986年 - 1987年）
- レナウン「CHARGE」（1986年 - 1988年）[123]
- サントリー「生ビール」（1988年）
- 飛竜「冷めん」（1989年）- 声のみ
- カルビー
  - ポテトチップス（1989年 - 1992年）
  - かっぱえびせん（1989年 - 1992年）
- ネスレ日本 - この他マライア・キャリーと共演した広告もある
  - ブラック（1993年 - 2001年）
  - サンタマルタ（1993年 - 2001年）
  - モンテアルバン（1993年  - 2001年）
- 資生堂「スーパーマイルド シャンプー」（1999年 - 2000年）[124]
- 日本テレコム「マイライン」（2000年 - 2001年）
- スタジオジブリ「千と千尋の神隠し DVD」（2002年）
- 日本中央競馬会「サプライズ‼︎」（2003年 - 2004年）
- WOWOW（2005年）[124]
- 日本コカ・コーラ
  - コカ・コーラ（2006年）
  - ジョージア（2009年）-「ジョージ家さんま」名義で出演。CMソングは「笑顔のまんま」だった。
- トヨタ自動車「カローラアクシオ」（2006年 - 2007年）
- 任天堂
  - Wii（2006年 - 2007年）
  - Wii Sports（2007年）
- シオノギ製薬「セデス ファースト」（2010年 - 2011年）
- GREE「釣り☆スタ！」（2012年 - 2014年）
- キリンビール「濃い味」（2013年）
- Netflix（2017年 - 2018年）
- 創味食品
  - 創味シャンタン（2018年 - 2019年）
  - だしまろ酢（2019年 - 2023年）
  - ハコネーゼ（2021年 - 2023年）- 合成でオードリー・ヘップバーンと共演[125]。
- ソースネクスト→ポケトーク「ポケトーク」（2018年 - 2023年）
- 角川ドワンゴ学園「N高等学校・S高等学校」（2024年 - ）[126]
- カブ&ピース「カブアンド」（2024年 - ）[127]

### ゲーム
- さんまの名探偵（1987年、ナムコ / ファミリーコンピュータ）

## 著書
- ビッグな気分―いくつもの夜を超えて（1980年8月、集英社）
- スターのお部屋拝見―人気者のプライバシーを侵害(角川文庫)（1981年6月、角川書店）ISBN 978-4044218010
- こんな男でよかったら（1984年10月、ニッポン放送出版）ISBN 978-4893530219
- リリが見たやさしい虹（1991年4月、角川書店）ISBN 978-4048726405
- Jimmy（2017年6月、文藝春秋）ISBN 978-4167908782

編集
- 『さんまのまんま』CBS・ソニー出版、1986年2月5日。ISBN 978-4789702256。
- 『さんまのまんま 続』CBS・ソニー出版、1986年6月5日。ISBN 978-4789702386。
- 『さんまのまんま 続々』CBS・ソニー出版、1986年10月4日。ISBN 978-4789702508。
- さんまのまんま〈スペシャル 4〉（1987年2月、CBS・ソニー出版）ISBN 978-4789702591

共著
- 本人vol.11（2009年9月11日、太田出版）ISBN 978-4778311926

## ディスコグラフィー

### シングル
|                      | 発売日         | タイトル             | カップリング           | 規格        | 規格品番    | 順位        | 備考                                                                                                  |
| CBS・ソニー          | CBS・ソニー    | CBS・ソニー          | CBS・ソニー            | CBS・ソニー | CBS・ソニー | CBS・ソニー | CBS・ソニー                                                                                           |
| -------------------- | -------------- | -------------------- | ---------------------- | ----------- | ----------- | ----------- | --- |
| 1st                  | 1979年9月21日  | Mr.アンダースロー    | 君のとなりにいてあげる | EP          | 06SH-627    | -           | |
| 2nd                  | 1980年8月31日  | Bigな気分            | 悲しい女のままで       | EP          | 07SH-826    | -           | |
| 3rd                  | 1981年5月21日  | いくつもの夜を超えて | Shakin' Street         | EP          | 07SH-983    | -           | |
| キャニオン・レコード |                |                      |                        |             |             |             | |
| 4th                  | 1986年8月20日  | シングル・ベッド     | TEKU TEKU              | EP          | 7A-0619     | 31位        | チャゲ&飛鳥のアルバム『MIX BLOOD』でセルフカバー                                                      |
| 4th                  | 1988年5月21日  | シングル・ベッド     | TEKU TEKU              | 8cmCD       | S10A-0080   | -           | チャゲ&飛鳥のアルバム『MIX BLOOD』でセルフカバー                                                      |
| 5th                  | 1987年2月21日  | 真赤なウソ           | -                      | EP          | 4A-0684     | 17位        | 片面シングル コーラス：高井麻巳子 高見沢俊彦による信号機3部作の第1作 初回発売盤は赤色のレコード仕様。 |
| 5th                  | 1988年5月21日  | 真赤なウソ           | 世渡り上手             | 8cmCD       | S10A-0081   | -           | |
| 6th                  | 1987年8月21日  | サンキュー           | -                      | EP          | 4A-0766     | 12位        | 片面シングル 甲斐よしひろのアルバム『カオス』でセルフカバー                                           |
| 6th                  | 1987年11月21日 | サンキュー           | しあわせって何だっけ   | CD          | D15A-0332   | -           | ポニーキャニオンから発売された『SINGLE CD 3』シリーズの一つ。                                         |
| 6th                  | 1987年11月21日 | サンキュー           | 真赤なウソ             | CD          | D15A-0332   | -           | ポニーキャニオンから発売された『SINGLE CD 3』シリーズの一つ。                                         |
| ポニーキャニオン     |                |                      |                        |             |             |             | |
| 7th                  | 1988年3月21日  | 蒼いタメイキ         | My Sweet Home Town     | EP          | 7A-0835     | 17位        | 高見沢俊彦による信号機3部作の第2作                                                                    |
| 7th                  | 1988年3月21日  | 蒼いタメイキ         | My Sweet Home Town     | 8cmCD       | S10A-0018   | 17位        | 高見沢俊彦による信号機3部作の第2作                                                                    |
| 8th                  | 1988年11月21日 | YELLOW SUNSHINE      | 愛の始まり             | EP          | 7A-0921     | 44位        | 高見沢俊彦による信号機3部作の最終作                                                                   |
| 8th                  | 1988年11月21日 | YELLOW SUNSHINE      | 愛の始まり             | 8cmCD       | S10A-0211   | 44位        | 高見沢俊彦による信号機3部作の最終作                                                                   |
| 9th                  | 1989年11月21日 | 川の流れに           | ありがとうHEAVEN       | 8cmCD       | PCDA-00022  | -           | |

### コラボレート・シングル
| 名義                                    | 発売日               | タイトル                           | カップリング                             | 規格                 | 規格品番             | 順位                 | 備考                                                                                |
| キャニオン・レコード                    | キャニオン・レコード | キャニオン・レコード               | キャニオン・レコード                     | キャニオン・レコード | キャニオン・レコード | キャニオン・レコード | キャニオン・レコード                                                                |
| --------------------------------------- | -------------------- | ---------------------------------- | ---------------------------------------- | -------------------- | -------------------- | -------------------- | ----------------------------------------------------------------------------------- |
| 島田紳助, 明石家さんま                  | 1982年               | い・け・な・いお化粧マジック       | I Love You したいよ                      | EP                   | 7A-0194              | -                    | 忌野清志郎+坂本龍一の「い・け・な・いルージュマジック」のパロディ                   |
| アミダばばあ & タケちゃんマン           | 1983年10月21日       | アミダばばあの唄                   | アミアミダダバ アミダばば                | EP                   | 7A-0328              | 47位                 | シングル・ジャケットには2種類あり、タイトルの色が黄色系のが1stプレス、2nd以降は赤。 |
| タケちゃんマン & ナンデスカマン         | 1984年5月21日        | ビックリ箱のうた                   | タケちゃんマンロボのテーマ「愛より強く」 | EP                   | 7A-0369              | -                    |                                                                                     |
| ポニーキャニオン                        |                      |                                    |                                          |                      |                      |                      |                                                                                     |
| 3chan                                   | 1988年12月28日       | あっぱれさんま大先生               | ボク知ってるヨ (歌：4chan)               | EP                   | 7A-0938              | 84位                 |                                                                                     |
| 3chan                                   | 1988年12月28日       | あっぱれさんま大先生               | ボク知ってるヨ (歌：4chan)               | 8cmCD                | S10A-0228            | 84位                 |                                                                                     |
| 明石家さんま&所ジョージ・ゲスト工藤静香 | 1999年3月17日        | 明石家さんまさんに聞いてみないとネ | 総合入場行進曲                           | 8cmCD                | PCDA-01143           | 30位                 |                                                                                     |

### アルバム

#### オリジナル・アルバム
|                      | 発売日        | タイトル                 | 規格        | 規格品番    | 順位        | 備考                                                       |
| CBS・ソニー          | CBS・ソニー   | CBS・ソニー              | CBS・ソニー | CBS・ソニー | CBS・ソニー | CBS・ソニー                                                |
| -------------------- | ------------- | ------------------------ | ----------- | ----------- | ----------- | ---------------------------------------------------------- |
| 1st                  | 1980年9月1日  | Bigな気分                | LP          | 27AH-1036   | -           |                                                            |
| キャニオン・レコード |               |                          |             |             |             |                                                            |
| 2nd                  | 1987年3月21日 | 世渡り上手               | LP          | C28A-0557   | -           |                                                            |
| 2nd                  | 1987年3月21日 | 世渡り上手               | CD          | D32A-0277   | -           |                                                            |
| ポニーキャニオン     |               |                          |             |             |             |                                                            |
| 3rd                  | 1988年9月21日 | こういう自分がS・U・K・I | LP          | C28A-0666   | 6位         | 高見沢俊彦プロデュース                                     |
| 3rd                  | 1988年9月21日 | こういう自分がS・U・K・I | CD          | D32A-0392   | 6位         | 高見沢俊彦プロデュース                                     |
| 東芝EMI              |               |                          |             |             |             |                                                            |
| 4th                  | 1998年12月9日 | ピーターと狼             | CD          | TOCE-11084  | -           | さんま唯一のクラシックアルバム。さんまはナレーションを担当 |

#### ベスト・アルバム
|                  | 発売日        | タイトル                                        | 規格        | 規格品番    | 順位        |
| CBS・ソニー      | CBS・ソニー   | CBS・ソニー                                     | CBS・ソニー | CBS・ソニー | CBS・ソニー |
| ---------------- | ------------- | ----------------------------------------------- | ----------- | ----------- | ----------- |
| 1st              | 1989年3月21日 | いくつもの夜を超えて                            | CD          | 32DH-5212   | -           |
| ポニーキャニオン |               |                                                 |             |             |             |
| 2nd              | 1989年6月21日 | しあわせって何だっけ 明石家さんまベストアルバム | CD          | D29A-1019   | -           |
| 2nd              | 1999年3月18日 | しあわせって何だっけ 明石家さんまベストアルバム | CD          | PCCA-01298  | -           |
| 3rd              | 2009年3月21日 | 明石家さんま ベスト・コレクション               | CD          | PCCS-00062  | -           |

### その他
- 2009年 「笑顔のまんま」（『FNS27時間テレビ!! みんな笑顔のひょうきん夢列島!!』BEGINの楽曲。番組の発言を歌詞にしているため、作詞としてクレジットされている） - オリコン12位
- 2013年 「ありがとう」（FUNKY MONKEY BABYSの楽曲、ジャケット・MV出演） - オリコン4位
- 2021年 「WHAT COLOR? feat.明石家さんま」（EXITの楽曲。アルバム『GENESIS』に収録。)[128]

### タイアップ一覧
| 楽曲                               | タイアップ                                                | 収録作品                                       |
| ---------------------------------- | --------------------------------------------------------- | ---------------------------------------------- |
| シングル・ベッド                   | フジテレビ系ドラマ『心はロンリー気持ちは「…」』主題歌     | シングル「シングル・ベッド」                   |
| TEKU TEKU                          | フジテレビ系ドラマ『心はロンリー気持ちは「…」』挿入歌     | シングル「シングル・ベッド」                   |
| しあわせって何だっけ               | キッコーマン『ぽん酢しょうゆ』CMソング                    | アルバム『世渡り上手』                         |
| しあわせって何だっけ               | キッコーマン『特選丸大豆しょうゆ』CMソング                | アルバム『世渡り上手』                         |
| 真赤なウソ                         | フジテレビ系ドラマ『心はロンリー気持ちは「…」V』主題歌    | シングル「真赤なウソ」                         |
| サンキュー                         | フジテレビ系ドラマ『心はロンリー気持ちは「…」VI』主題歌   | シングル「サンキュー」                         |
| 蒼いタメイキ                       | フジテレビ系ドラマ『心はロンリー気持ちは「…」VII』主題歌  | シングル「蒼いタメイキ」                       |
| YELLOW SUNSHINE                    | フジテレビ系ドラマ『心はロンリー気持ちは「…」VIII』主題歌 | シングル「YELLOW SUNSHINE」                    |
| あっぱれさんま大先生               | フジテレビ系『あっぱれさんま大先生』オープニングテーマ    | シングル「あっぱれさんま大先生」               |
| 川の流れに                         | フジテレビ系ドラマ『心はロンリー気持ちは「…」IX』主題歌   | シングル「川の流れに」                         |
| 明石家さんまさんに聞いてみないとネ | フジテレビ・関西テレビ系『さんまのまんま』テーマソング    | シングル「明石家さんまさんに聞いてみないとネ」 |
| 総合入場行進曲                     | フジテレビ系『奇跡体験!アンビリバボー』ガーナ野球応援歌   | シングル「明石家さんまさんに聞いてみないとネ」 |

## 関連人物
- さんまファミリー